# Estação Ferroviária de São Pedro da Torre

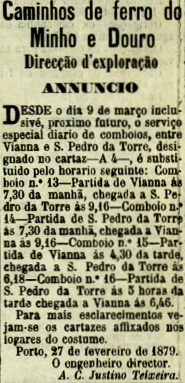
Aviso de 1879, sobre os horários dos comboios entre Viana do Castelo e São Pedro da Torre.

A estação ferroviária de São Pedro da Torre é uma infra-estrutura da Linha do Minho, que serve a localidade de São Pedro da Torre, no concelho de Valença, em Portugal.

## Descrição

### Localização e acessos
A estação tem acesso pela Rua do Poço, no concelho de Valença.

### Infraestrutura
Esta interface apresenta duas vias de circulação, identificadas como I e II, com 143 e 193 m de comprimento, respetivamente, e acessíveis por plataformas com comprimentos de 121 e 101 m e com alturas de 900 e 685 mm;, respetivamente; existe ainda uma via secundária, identificada como III, com comprimento de 109 m e que está eletrificada apenas num troço de 30 m. O edifício de passageiros situa-se do lado sudeste da via (lado direito do sentido ascendente, a Monção).

## História
A estação insere-se no lanço da Linha do Minho entre São Pedro da Torre e Caminha, que abriu à exploração em 15 de Janeiro de 1879. O tramo seguinte da linha, até Segadães, entrou ao serviço em 3 de Junho do mesmo ano.
Em 1913, existia um serviço de diligências ligando a estação a Paredes de Coura.
No XI Concurso das Estações Floridas, organizado em 1952 pela C.P. e pela Repartição de Turismo do Secretariado Nacional de Informação, o chefe da estação, Augusto Sebastião Ferreira Mendes, recebeu uma menção honrosa.
Em 2021, após obras de reparação e eletrificação, começaram a circular neste troço (Viana-Valença) comboios elétricos.

Segundo dados oficiais de de 2010, a estação tinha duas vias de circulação, ambas com 254 m de comprimento; as primeira e segunda plataformas apresentavam, correspondentemente, 96 m de extensão e 25 cm de altura, e 106 m de comprimento e 20 cm de altura — valores mais tarde alterados para os atuais.